# Besdolus bicolor
Besdolus bicolor är en bäcksländeart som först beskrevs av Navás 1909.  Besdolus bicolor ingår i släktet Besdolus och familjen rovbäcksländor. Inga underarter finns listade i Catalogue of Life.